# Броктон (Массачусетс)
Броктон — город в округе Плимут, штат Массачусетс, США. Согласно переписи 2020 года, в городе проживает 105 643 человек. Броктон, наряду с городом Плимут — окружной центр. Это седьмой по величине город в штате. Город иногда называют «Город чемпионов» (англ. City of Champions), в основном благодаря успехам боксеров Рокки Марчиано и Марвину Хаглеру, для которых этот город является родным, а также известному Броктонскому университету (англ. Brockton High School).

## История
В 1649 году Массасойт продал прилежащие земли Майлзу Стэндишу в дополнение к Даксбери. Броктон был частью этой территории, которую англичане переименовали в «Бриджуотер» (англ. Bridgewater) до 1821 года, когда он получил название «Северный Бриджуотер» (англ. North Bridgewater). Но и это не стало окончательным названием города. Позже, в 1874 году, после спорного процесса, город был назван в честь Айзека Брока (англ. Isaac Brock) — «Броктон» (город Броквилл в Канаде также был назван в честь этого генерала). 9 апреля 1881 года Броктон получил статус «city» (крупный город).
Во время Гражданской войны в США Броктон был крупнейшим производителем американской обуви, и вплоть до конца XX века оставался лидером в производстве обуви и кожевенной промышленности. Обувная промышленность города явилась также ареной одной из серии индустриальных катастроф начала XX века в США — 20 марта 1905 года взрыв котла парового отопления на обувной фабрике Р. Б. Гровера привёл к обрушению и пожару деревянного здания фабрики, повлёкшему смерть 58 и ранения 150 человек под обломками сгоревшей фабрики. Следствием катастрофы явилось серьёзное ужесточение правил эксплуатации паровых котлов сперва в Массачусетсе, а затем и на федеральном уровне.